# Fatges
Fatxes (en alguns llocs escrit Fatges) era un llogaret, avui abandonat, que es troba 4 km al nord-oest de Vandellòs, sota el Coll de Fatxes, obert entre la Serra del Montalt i la Mola de Genessies, dins de la zona muntanyosa del que és avui el terme municipal de Vandellòs i l'Hospitalet de l'Infant, al Baix Camp. El llogaret es va abandonar a mitjan segle xx. L'arquitecte japonès Masayuki Irie va rehabilitar dues cases el 2009, on volia posar-hi un hotel i centre d'estudi per a acadèmics d'arquitectura del Japó i de Catalunya tot i que després el projecte restà interromput.

## Etimologia

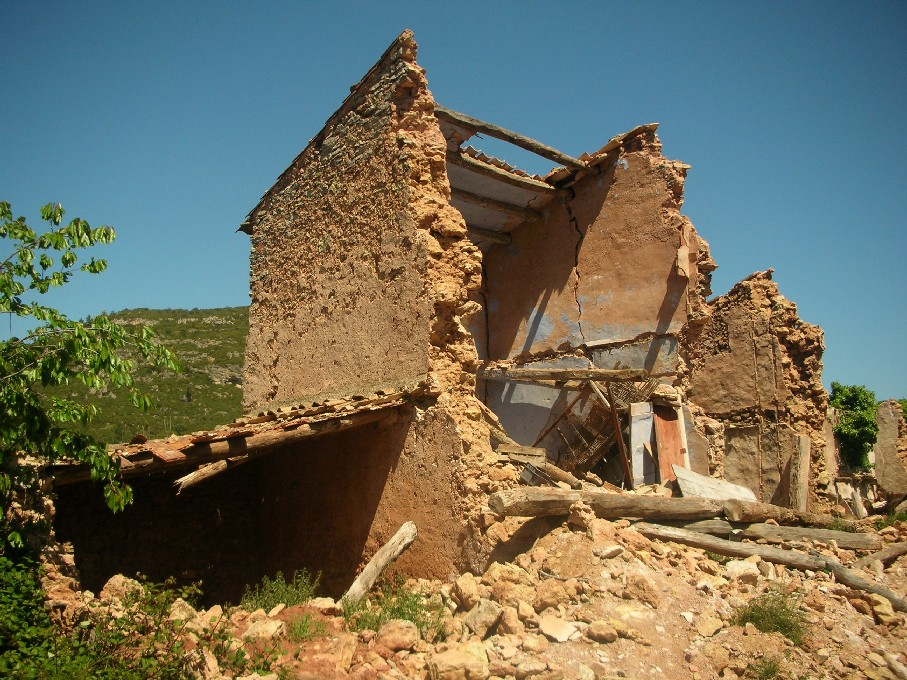
Cases en estat ruïnós a Fatxes

Segons explica Joan Coromines a la seva obra Onomasticon Cataloniae, Fatxes és un nom mossàrab que deu expressar la situació del lloc, com el primer paratge on, venint de Tivissa, s'arriba a la 'cara' o vessant de mar: 11. Així, Fatxes vindria de «facies» que voldria dir les cares. Segons Coromines, és incorrecta la grafia Fatges.